# Малая Игнатовка
Малая Игнатовка — деревня в Шумячском районе Смоленской области России. Входит в состав Первомайского сельского поселения. Население — 1 житель (2007 год). 
Расположена в юго-западной части области в 17 км к северо-востоку от Шумячей, в 21 км севернее автодороги А101 Москва — Варшава («Старая Польская» или «Варшавка»), на берегу реки Теребревка. В 22 км восточнее деревни расположена железнодорожная станция Остёр на линии Смоленск — Рославль.

## История
В годы Великой Отечественной войны деревня была оккупирована гитлеровскими войсками в августе 1941 года, освобождена в сентябре 1943 года.